# Campeonato Mundial de Esportes Aquáticos

Selo comemorativo do Campeonato Mundial de Esportes Aquáticos em 1978, Berlin, Alemanha.

O Campeonato Mundial de Esportes Aquáticos (ou Campeonato Mundial da FINA), anteriormente Campeonato Mundial de Natação, é um dos eventos mais importantes (junto com os Jogos Olímpicos) para os seguintes esportes: Saltos ornamentais, Pólo aquático, Natação e Nado sincronizado. É organizado pela World Aquatics, e nele é usada a piscina de 50m, ou "piscina longa".
O evento foi realizado pela primeira vez em 1973. De 1978 a 1998, o campeonato foi realizado de quatro em quatro anos, sempre nos anos pares, entre dois Jogos Olímpicos. Desde 2001, entretanto, acontece de dois em dois anos, sempre nos anos ímpares. A competição que aconteceria em 2021, foi transferida para 2022 no Japão por conta dos Jogos Olímpicos de Verão de 2020 que foram realizados em 2021, e posteriormente transferido para 2023 por conta da Pandemia de COVID-19, mas depois a FINA obteve um acordo com a Hungria para realizar a edição de 2022.

## Edições
| Ano  | #     | Local           | Atletas |
| ---- | ----- | --------------- | ------- |
| 1973 | I     | Belgrado (YUG)  | 686     |
| 1975 | II    | Cali (COL)      | 682     |
| 1978 | III   | Berlim (FRG)    | 828     |
| 1982 | IV    | Guaiaquil (ECU) | 848     |
| 1986 | V     | Madrid (ESP)    | 1.119   |
| 1991 | VI    | Perth (AUS)     | 1.142   |
| 1994 | VII   | Roma (ITA)      | 1.400   |
| 1998 | VIII  | Perth (AUS)     | 1.371   |
| 2001 | IX    | Fukuoka (JPN)   | 1.498   |
| 2003 | X     | Barcelona (ESP) | 2.015   |
| 2005 | XI    | Montreal (CAN)  | 1.784   |
| 2007 | XII   | Melbourne (AUS) | 2.158   |
| 2009 | XIII  | Roma (ITA)      | 2.566   |
| 2011 | XIV   | Xangai (CHN)    | 2.220   |
| 2013 | XV    | Barcelona (ESP) | 2.293   |
| 2015 | XVI   | Kazan (RUS)     | 2.400   |
| 2017 | XVII  | Budapeste (HUN) | 2.360   |
| 2019 | XVIII | Gwangju (KOR)   | 2.623   |
| 2022 | XIX   | Budapeste (HUN) | 2.034   |
| 2023 | XX    | Fukuoka (JPN)   | 2.392   |
| 2024 | XXI   | Doha (QAT)      | 2.600   |
| 2025 | XXII  | Singapura (SIN) | 2.500   |
| 2027 | XXIII | Budapeste (HUN) |         |
| 2029 | XXIV  | Pequim (CHN)    |         |

## Quadro de Medalhas desde 1973
| Ordem | País                          | Medalha de ouro | Medalha de prata | Medalha de bronze | Total |
| ----- | ----------------------------- | --------------- | ---------------- | ----------------- | ----- |
| 1     | Estados Unidos                | 286             | 235              | 178               | 699   |
| 2     | China                         | 187             | 125              | 85                | 397   |
| 3     | Australia                     | 121             | 119              | 113               | 353   |
| 4     | Russia                        | 106             | 79               | 75                | 270   |
| 5     | Alemanha                      | 63              | 76               | 85                | 224   |
| 6     | Alemanha Oriental             | 51              | 43               | 27                | 121   |
| 7     | Itália                        | 50              | 75               | 84                | 209   |
| 8     | Hungria                       | 36              | 33               | 36                | 105   |
| 9     | Holanda                       | 33              | 46               | 37                | 116   |
| 10    | Reino Unido                   | 33              | 38               | 46                | 117   |
| 11    | França                        | 32              | 28               | 33                | 93    |
| 12    | Canadá                        | 29              | 50               | 59                | 138   |
| 13    | Espanha                       | 19              | 46               | 39                | 104   |
| 14    | Brasil                        | 17              | 16               | 22                | 55    |
| 15    | União Soviética               | 16              | 28               | 28                | 72    |
| 16    | Suécia                        | 16              | 16               | 15                | 47    |
| 17    | Japão                         | 14              | 43               | 73                | 130   |
| 18    | África do Sul                 | 13              | 8                | 16                | 37    |
| 19    | Ucrânia                       | 10              | 13               | 23                | 46    |
| 20    | Alemanha Ocidental            | 8               | 7                | 12                | 27    |
| 21    | Grécia                        | 8               | 10               | 9                 | 27    |
| 22    | Tunísia                       | 7               | 3                | 5                 | 15    |
| 23    | Polônia                       | 6               | 12               | 12                | 30    |
| 24    | Atletas Individuais Neutros B | 6               | 8                | 4                 | 18    |
| 25    | Lituânia                      | 5               | 2                | 2                 | 9     |
| 26    | Romênia                       | 5               | 2                | 9                 | 16    |
| 27    | Dinamarca                     | 4               | 8                | 7                 | 19    |
| 28    | Zimbabwe                      | 4               | 5                | 0                 | 9     |
| 29    | Coréia do Sul                 | 4               | 1                | 6                 | 11    |
| 30    | Croácia                       | 3               | 2                | 3                 | 8     |
| 31    | Finlândia                     | 3               | 2                | 2                 | 7     |
| 32    | Sérvia                        | 3               | 2                | 1                 | 6     |
| 33    | México                        | 3               | 16               | 18                | 37    |
| 34    | Nova Zelândia                 | 2               | 5                | 7                 | 14    |
| 35    | Suíça                         | 2               | 7                | 3                 | 12    |
| 36    | Bulgária                      | 2               | 2                | 9                 | 13    |
| 37    | Bielorrússia                  | 2               | 1                | 3                 | 6     |
| 38    | Iugoslávia                    | 2               | 1                | 3                 | 6     |
| 39    | Portugal                      | 2               | 1                | 1                 | 4     |
| 40    | Irlanda                       | 2               | 0                | 0                 | 2     |
| 41    | PRK                           | 1               | 4                | 2                 | 7     |
| 42    | Bélgica                       | 1               | 3                | 3                 | 7     |
| 43    | Colômbia                      | 1               | 1                | 2                 | 4     |
| 44    | Costa Rica                    | 1               | 1                | 2                 | 4     |
| 45    | Sérvia e Montenegro           | 1               | 1                | 2                 | 4     |
| 46    | Hong Kong                     | 1               | 1                | 1                 | 3     |
| 47    | Noruega                       | 1               | 1                | 1                 | 3     |
| 48    | Malásia                       | 1               | 0                | 4                 | 5     |
| 49    | Cazaquistão                   | 1               | 0                | 1                 | 2     |
| 50    | Suriname                      | 1               | 0                | 0                 | 1     |
| 51    | Eslováquia                    | 0               | 3                | 0                 | 3     |
| 52    | República Checa               | 0               | 2                | 0                 | 2     |
| 53    | Atletas Individuais Neutros A | 0               | 1                | 2                 | 3     |
| 54    | Equador                       | 0               | 1                | 0                 | 1     |
| 55    | Israel                        | 0               | 1                | 0                 | 1     |
| 56    | Montenegro                    | 0               | 1                | 0                 | 1     |
| 57    | Egito                         | 0               | 0                | 5                 | 5     |
| 58    | Argentina                     | 0               | 0                | 2                 | 2     |
| 59    | NIA                           | 0               | 0                | 2                 | 2     |
| 60    | Singapura                     | 0               | 0                | 2                 | 2     |
| 61    | Bósnia e Herzegovina          | 0               | 0                | 1                 | 1     |
| 62    | Checoslováquia                | 0               | 0                | 1                 | 1     |
| 63    | Malásia                       | 0               | 0                | 1                 | 1     |
| 64    | Mónaco                        | 0               | 0                | 1                 | 1     |
| 65    | Porto Rico                    | 0               | 0                | 1                 | 1     |
| 66    | Quirguistão                   | 0               | 0                | 1                 | 1     |
| 67    | Trindade e Tobago             | 0               | 0                | 1                 | 1     |
| 68    | Venezuela                     | 0               | 0                | 1                 | 1     |

1.↑  A Sérvia é considerada sucessora das equipes da Iugoslávia e de Sérvia e Montenegro.
2.↑  A Rússia e a Bielorrússia não participaram das edições de 2022 e 2023 devido as sanções impostas pela invasão da Ucrânia, retornando apenas em 2024, mas como Atletas Individuais Neutros (NIA). Em 2025, a Bielorrúsia disputou como Atletas Individuais Neutros A e a Rússia como Atletas Individuais Neutros B.

## Disciplinas

### Saltos Ornamentais
Eventos para ambos sexos:
- Trampolim de 1m
- Trampolim de 3m
- Plataforma de 10m
- Trampolim de 3m Sincronizado
- Plataforma de 10m Sincronizada

Eventos mistos adicionados no Campeonato Mundial de Esportes Aquáticos de 2015:
- Trampolim de 3m Sincronizado
- Plataforma de 10m Sincronizada
- Competição por Equipes

### High diving
O high diving foi adicionado no  Campeonato Mundial de Esportes Aquáticos de 2015
- 27m (somente homens)
- 20m (somente mulheres)

### Águas Abertas
Os eventos de águas abertas foram adicionados no programa no Campeonato Mundial de Esportes Aquáticos de 1991:
Eventos para ambos sexos:
- 5 km foi adicionado no  Campeonato Mundial de Esportes Aquáticos de 1998
- 10 km foi adicionado no  Campeonato Mundial de Esportes Aquáticos de 2001
- 25 km

Evento misto adicionado no Campeonato Mundial de Esportes Aquáticos de 2011:
- Revezamento

### Natação
Eventos para ambos sexos:
| Distância | Livre | Costas | Peito | Borboleta | Medley | Revezamento Livre | Revezamento Medley | Revezamento Livre Misto | Revezamento Misto Medley |
| --------- | ----- | ------ | ----- | --------- | ------ | ----------------- | ------------------ | ----------------------- | ------------------------ |
| 50 m      | ●     | ●      | ●     | ●         |        |                   |                    |                         |                          |
| 100 m     | ●     | ●      | ●     | ●         |        |                   |                    |                         |                          |
| 200 m     | ●     | ●      | ●     | ●         | ●      |                   |                    |                         |                          |
| 400 m     | ●     |        |       |           | ●      | ●                 | ●                  | ●                       | ●                        |
| 800 m     | ●     |        |       |           |        | ●                 |                    |                         |                          |
| 1500 m    | ●     |        |       |           |        |                   |                    |                         |                          |

### Nado Artístico
Eventos para mulheres:
- Solo - Rotina Técnica,Rotina Livre:se tornaram eventos separados no Campeonato Mundial de Esportes Aquáticos de 2007
- Dueto - Rotina Técnica e Rotina Livre :se tornaram eventos separados no Campeonato Mundial de Esportes Aquáticos de 2007
- Time - Rotina Técnica e Rotina Livre :se tornaram eventos separados no Campeonato Mundial de Esportes Aquáticos de 2007
- Combinação Livre: foi adicionada no programa no Campeonato Mundial de Esportes Aquáticos de 2003
- Highlight: foi adicionado no programa no Campeonato Mundial de Esportes Aquáticos de 2019

Os eventos de nado sincronizado misto foram adicionados no programa no Campeonato Mundial de Esportes Aquáticos de 2015:
- Dueto - Rotina Técnica e Rotina Livre

### Pólo Aquático
- Torneio Masculino
- Torneio Feminino